# Damernas sprint vid världsmästerskapen i skidskytte 2012
Damernas sprint vid Skidskytte-VM 2012 avgjordes lördagen den 3 mars 2012 med start klockan 15:30 (CET) på Chiemgau-Arena i Ruhpolding, Tyskland. 
Tävlingen blev damernas första individuella tävling under världsmästerskapet. Distansen var 7,5 km och det var som vanligt två skjutningar; liggande och stående. Man bestraffades med en straffrunda för varje missat skott. Straffrundan är ungefär 150 meter och tar vanligtvis ca 22-25 sekunder att åka.
Loppet vanns av tyskan Magdalena Neuner före Vitrysslands Darja Domratjeva och Ukrainas Vita Semerenko. I loppet straffades rumänskan Éva Tófalvi med 2 minuters tillägg för att, med eller utan avsikt, inte ha åkt en av sina straffrundor.

## Tidigare världsmästare
| År   | Ort             | Mästare          |
| ---- | --------------- | ---------------- |
| 2007 | Antholz         | Magdalena Neuner |
| 2008 | Östersund       | Andrea Henkel    |
| 2009 | Pyeongchang     | Kati Wilhelm     |
| 2010 | Chanty-Mansijsk | Tävlades inte i  |
| 2011 | Chanty-Mansijsk | Magdalena Neuner |

## Resultat
| Placering | Namn               | Land      | Tid     | Straffrundor (L+S) |
| --------- | ------------------ | --------- | ------- | ------------------ |
| 1         | Magdalena Neuner   | Tyskland  | 21.07,0 | 0 (0+0)            |
| 2         | Darja Domratjeva   | Belarus   | +15,2   | 0 (0+0)            |
| 3         | Vita Semerenko     | Ukraina   | +37,6   | 0 (0+0)            |
| 4         | Helena Ekholm      | Sverige   | +44,9   | 0 (0+0)            |
| 5         | Marie Laure Brunet | Frankrike | +46,7   | 0 (0+0)            |
| 6         | Tora Berger        | Norge     | +52,4   | 1 (0+1)            |
| 7         | Svetlana Sleptsova | Ryssland  | +1.03,5 | 0 (0+0)            |
| 8         | Olga Viluchina     | Ryssland  | +1.05,3 | 0 (0+0)            |
| 9         | Marie Dorin Habert | Frankrike | +1.13,5 | 1 (0+1)            |
| 10        | Anastasija Kuzmina | Slovakien | +1.19,8 | 2 (1+1)            |